# Mönchshof (Barntrup)

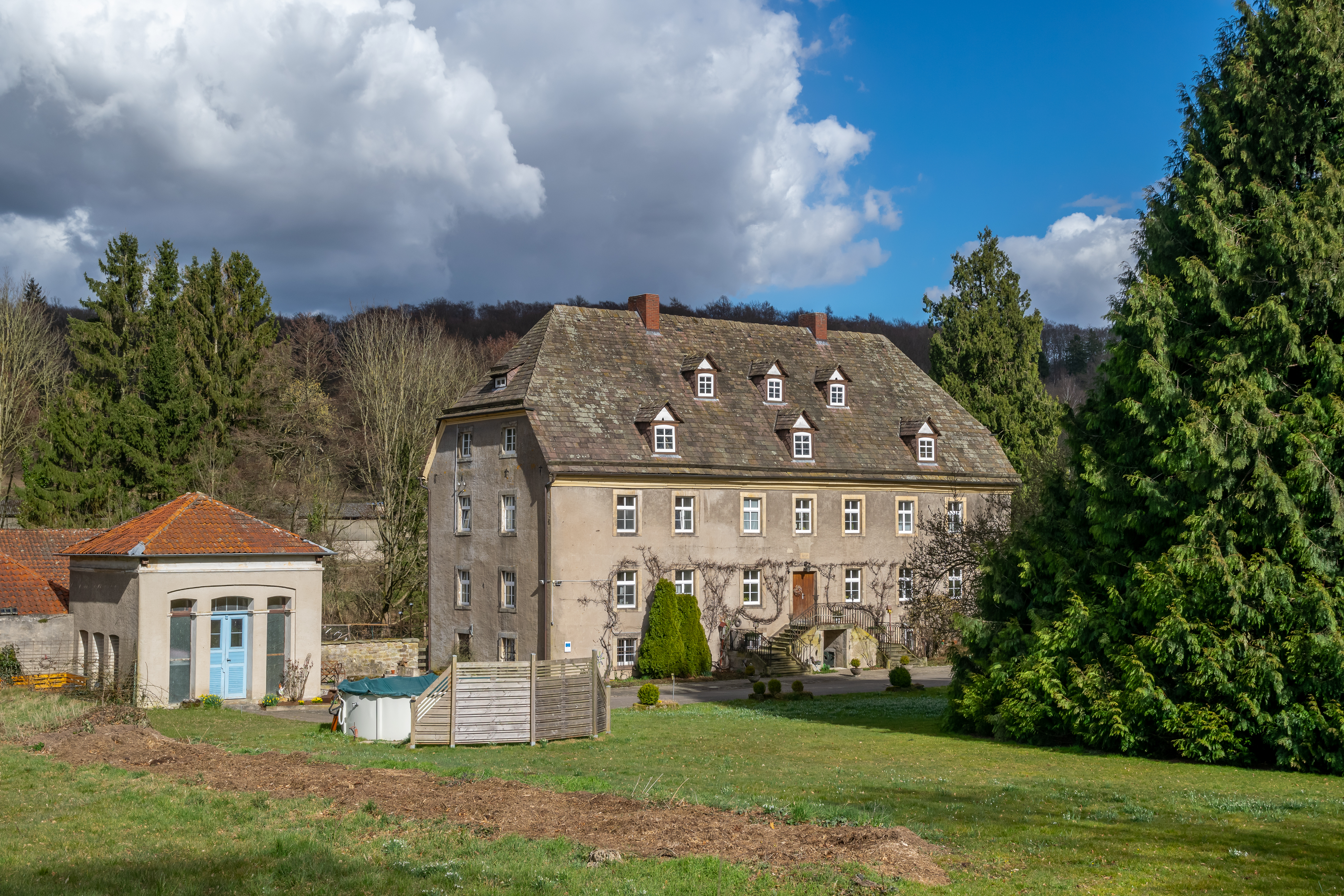
Mönchshof

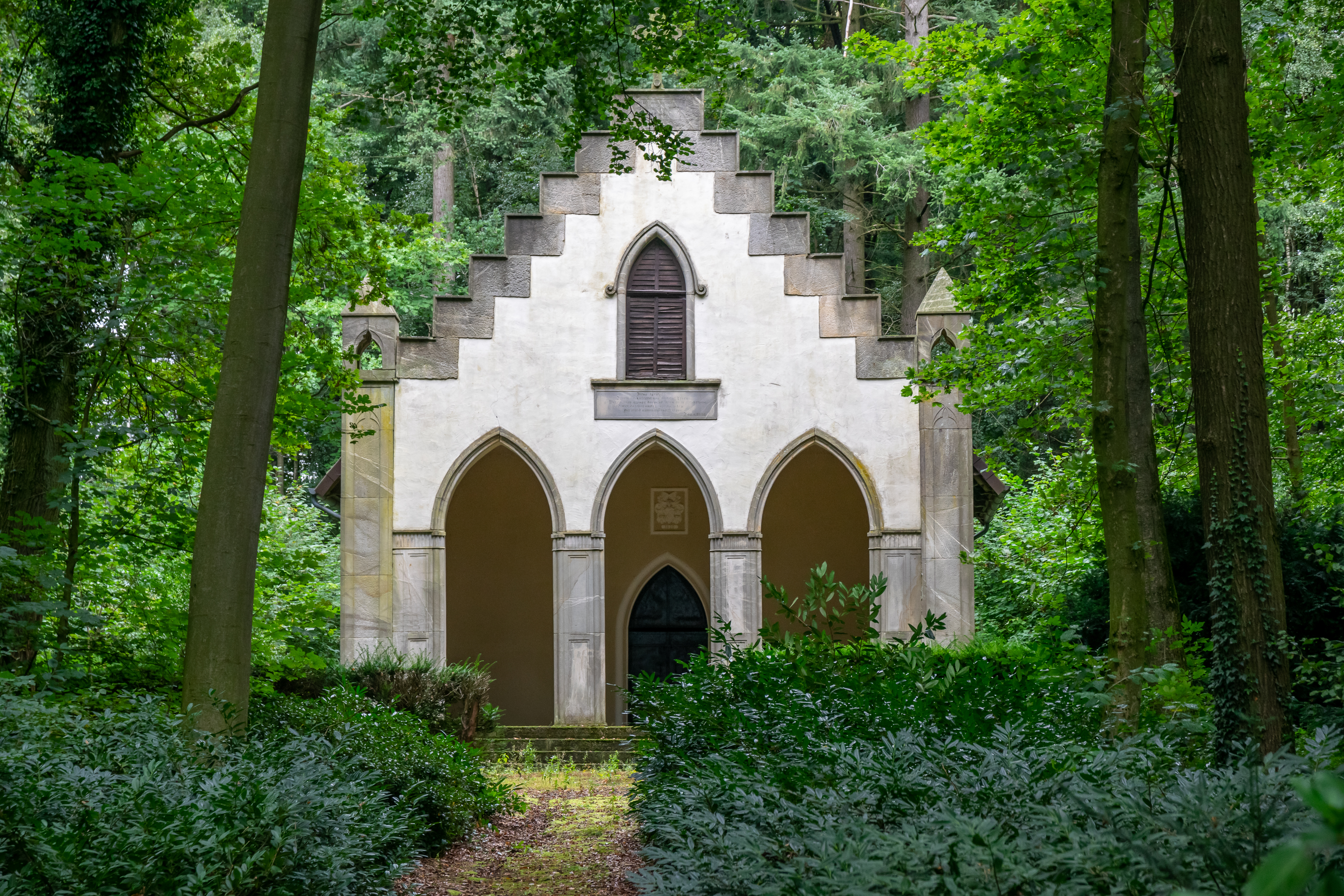
Mausoleum

Das Gut Mönchshof ist ein ehemaliges Rittergut westlich der lippischen Stadt Barntrup im Nordosten von Nordrhein-Westfalen.

## Lage
Der Mönchshof liegt an der heutigen Bundesstraße 66 zwischen Dörentrup und Barntrup. Durch das Hofgelände fließt die Bega.
Nordwestlich des Mönchshof liegt der Mönckeberg, in dessen Wäldchen sich ein Mausoleum mit einer Erbbegräbnisstätte befindet.

## Geschichte
Erstmals urkundlich erwähnt wurde der Hof als Oginctorpe im Jahr 1333. Weitere Nennungen im Laufe der Jahrhunderte waren Oygentorppe (1385), Oyentorp (1460 und 1524), Oientrup (1516), Oiendorff (1576), [wegen des Erbes] zu Muniche hoffe (1608), Münnichthob (1612), Monnigeßhoff (um 1614 im Salbuch), Mönchshoffe (um 1625 im Landschatzregister) sowie Mönchshoff (um 1758).
Das Gut befand sich ab 1471 im Besitz der Familie von Kerssenbrock, die ab dem 16. Jahrhundert ihren Hauptsitz auf Schloss Barntrup hatte. Die Gutsanlage blieb bis Mitte des 20. Jahrhunderts im Familienbesitz. Das Haupthaus wurde 1764 unter Friedrich August von Kerssenbrock, Domküster zu Minden, errichtet.
Der Gutshof ist seit dem 18. März 1990 als Baudenkmal der Gemeinde Barntrup geschützt.